# Brežec pri Podgorju
Brežec pri Podgorju este o localitate din comuna Koper, Slovenia.